# Gildeskål
Gildeskål ist eine Kommune im norwegischen Fylke Nordland. Die Kommune hat 2003 Einwohner (Stand: 1. Januar 2025). Verwaltungssitz ist die Ortschaft Inndyr.

## Geografie

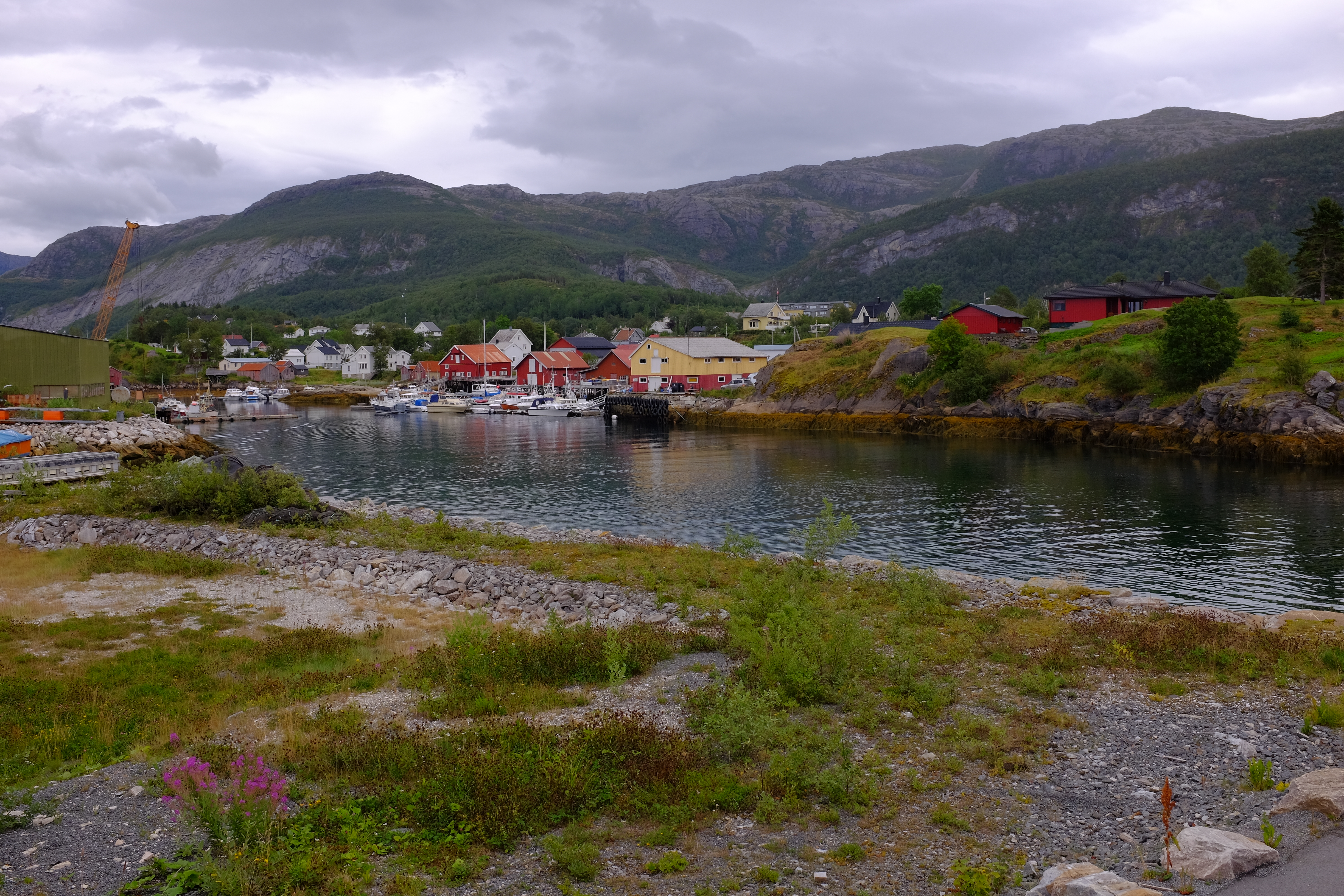
Inndyr

Die Gemeinde liegt an der Westküste der Provinz Nordland und gehört zu der Region Salten. Sie grenzt im Norden an Bodø, im Osten an Beiarn und im Süden an Meløy. Zu Gildeskål gehören neben dem Festlandsgebiet mehrere vorgelagerte Inseln, wie etwa die Sandhornøya, die Fugløya oder die Sør-Arnøya. Die Sandhornøya, die mit 102,9 km² die 43.-größte Insel des norwegischen Hauptlandes ist, liegt in einem sich von Norden in das Festland einscherenden Fjord, der Fjordbereich im Westen trägt den Namen Morsdalsfjorden, der im Osten Nordfjorden. Weiter westlich schert sich der Sørfjorden in das Festland ein, so dass dazwischen eine Halbinsel liegt, auf der auch die Ortschaft Inndyr liegt. Vor allem im Südosten der Kommune befinden sich mehrere größere Seen, so unter anderem das Storvatnet, das Langvatnet und das Sokumvatnet.
Die höchsten Erhebungen der Gemeinde befinden sich im Osten und Süden der Gemeinden. Auf einigen Inseln gibt es eine größere Küstenebene, aber abseits der Küstenebene sind allerdings sowohl die Inseln als auch das Festland von den Bergen geprägt. Die höchste Erhebung ist die Memaurtinden mit einer Höhe von 1331,7 moh. an der Grenze zu Beiarn. Im Südosten von Gildeskål liegt ein Teil des Láhko-Nationalparks.

## Einwohner
Bis etwa 1946 stieg die Einwohneranzahl an, danach wurde sie rückläufig. Im Jahr 2016 lag die Einwohnerzahl bei nur noch 42 Prozent des Wertes von 1946. Ursache für den Rückgang war unter anderem die schlecht ausgebaute Infrastruktur und die Lokalwirtschaft, die vor allem auf Fischerei und Landwirtschaft ausgelegt war. Der Großteil der Einwohner lebt an der Küste der Gemeinde. Am dichtesten besiedelt ist das Gebiet rund um den Ort Inndyr. Inndyr ist der einzige sogenannte Tettsted, also die einzige Ansiedlung, die für statistische Zwecke als eine städtische Siedlung gewertet wird. Zum 1. Januar 2024 lebten dort 634 Einwohner.
Die Einwohner der Gemeinde werden Gildeskålfjerding oder auch Gildeskålværing genannt. Gildeskål hat wie viele andere Kommunen der Provinz Nordland weder Nynorsk noch Bokmål als offizielle Sprachform, sondern ist in dieser Frage neutral.
| Jahr          | 1986 | 1990 | 1995 | 2000 | 2005 | 2010 | 2015 | 2020 | 2025 |
| ------------- | ---- | ---- | ---- | ---- | ---- | ---- | ---- | ---- | ---- |
| Einwohnerzahl | 2713 | 2594 | 2515 | 2351 | 2178 | 1996 | 2014 | 1950 | 2003 |

## Geschichte

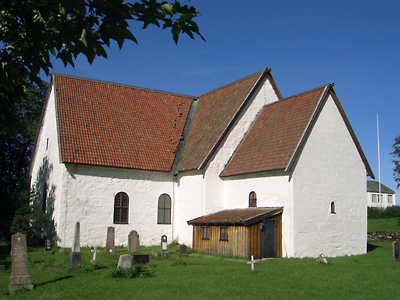
Die Kirche von 1130

Die Gemeinde wurde nach der Einführung der lokalen Selbstverwaltung im Jahr 1837 gegründet. Im Jahr 1853 spaltete man die Kommune Beiarn ab, die zum Zeitpunkt ihrer Gründung 1164 Einwohner hatte. Gildeskål verblieb mit 2375 Einwohnern. Auf der Sandhornøya liegen mehrere Grabhügel aus der Eisenzeit. Auf der Insel gibt es auch eine Steinkiste aus der Wikingerzeit. Zudem wurde für den als Theologen, Politiker und Dichter tätigen Elias Blix, der auf der Insel aufwuchs, ein Bautastein errichtet.
In der Kommune Gildeskål liegen mehrere Kirchen. Die älteste davon ist die mittelalterliche Steinkirche Gildeskål gamle kirke, die 1130 errichtet wurde. Im Jahr 1710 kam es dort zu einem Brand und sie wurde bei der Wiedererrichtung vergrößert. Als 1881 die Holzkirche Gildeskål hovedkirke fertig stand, wurde sie längere Zeit nicht mehr genutzt, bevor sie in den 1930er-Jahren restauriert wurde. Die Ausstattung der Kirche ist eine der best erhaltenen aus dem 18. Jahrhundert in ganz Norwegen. Sowohl die neue als auch die alte Kirche befinden sich nördlich von Inndyr. Die Saura kirke ist ebenfalls eine Holzkirche und wurde im Jahr 1884 errichtet. Sie liegt auf dem Festland im Osten der Insel Sandhornøya.

## Wirtschaft und Infrastruktur

### Verkehr
Von Süden kommend führt der auch als „Küstenstraße“ bekannte Fylkesvei 17 entlang der Westküste des Festlandes durch die Gemeinde. Im Südwesten verläuft die Straße durch den Straßentunnel Storvikskartunnel, bevor er weiter an der Küste weiterführt. Der Fylkesvei 17 führt nicht auf die Halbinsel, auf der die Ortschaft Inndyr liegt, sondern er verläuft weiter östlich entlang der Küste des Nordfjords. Nach Inndyr führt der vom Fylkesvei 17 abzweigende Fylkesvei 838. An der Nordspitze der Halbinsel führt eine Fähre auf die Sandhornøya. Auf der Insel besteht zudem  an der Ostküste eine Brückenverbindung mit dem Fylkesvei 17.

### Wirtschaft
Die Landwirtschaft und Fischerei sind weiterhin von größerer Bedeutung für die Bewohner der Gemeinde. Der Großteil der an Land gebrachten Fische wird jedoch außerhalb der Kommune gefangen, wobei der Fang von Kabeljau am weitesten verbreitet ist. Des Weiteren werden Fischzuchtstationen betrieben. In der Landwirtschaft ist vor allem die Tierhaltung und hier besonders die Haltung von Rindern und Schafen verbreitet. Von eher geringer Bedeutung ist die Industrie, wobei vor allem die Fischveredelung eine Rolle spielt. In Gildeskål liegen mehrere Wasserkraftwerke, das größte davon ist das Kraftwerk Sundsfjord mit einer jährlichen Durchschnittsproduktion von etwa 562 GWh. Im Jahr 2019 arbeiteten von 929 Arbeitstätigen 682 in Gildeskål selbst, der Rest verteilte sich vor allem auf die beiden Gemeinden Bodø und Meløy.

## Name und Wappen
Das seit 1988 offizielle Wappen der Kommune zeigt einen silbernen Kelch auf blauem Hintergrund. Das Gebiet wurde im Jahr 1430 als Gildaskala sokn erwähnt. Der Name leitet sich vom altnordischen gildaskáli ab, was übersetzt „Treffpunkt für eine Gilde“ bedeutet.

## Persönlichkeiten
- Elias Blix (1836–1902), Dichter von Kirchenliedern und Politiker